# Brandtæppe
Et brandtæppe er et tæppe, der er brandbestandigt og derfor kan anvendes til visse former for brandslukning. Som følge af tæppets udformning vil det være egnet til at lukke en brand inde, hvor ilden vil optage den tilgængelige ilt og som følge heraf gå ud, når ilten er opbrugt jf. brandtrekanten. Omvendt kan det anvendes til beskyttelse mod en brand, da det også vil være varmeisolerende.
Brandtæpper vil ofte være placerede i køkkener, da de har en kæmpe fordel ved afgrænsede brande i mad- eller fritureolie: Ved anvendelse af et traditionelt slukningsmiddel som vand, vil vandet i værste fald forårsage en eksplosion i olien. I stedet kan brandtæppet lægges over det brændende emne, hvor ilden vil blive kvalt. Desuden finder de anvendelse til situationer, hvor en persons tøj brænder, da man også her kan indkapsle ilden.
Da tæppet kvæler ilden, er det vigtigt, at tæppet ikke fjernes for tidligt, så ilden blusser op igen, når den tilføres frisk ilt. Det er derfor sikrest at lade tæppet være i f.eks. nogle minutter. Specielt olie kan opretholde en temperatur over antændelsestemperaturen eller flammepunktet, hvis ilden ikke straks efter antændelse er blevet nedkæmpet.

## Historie
Tidligere blev brandtæpper udført i asbest, da dette materiale er ubrændbart og kan isolere mod meget høje temperaturer. Dette materiale er dog blevet udfaset, da det har vist sig at have andre uønskede egenskaber. Som erstatning blev der udviklet tæpper af glaslærred, der dog har en begrænset effekt, da branden i værste fald kan vandre igennem tæppet. På denne baggrund blev EU-norm 1869 til, der skærpede sikkerhedskravene.
I dag leveres brandtæpperne fortsat i glaslærred, men der er blevet indlagt en ubrændbar membran, der sikrer mod at ilden siver igennem.